# Hylemera andriai
Hylemera andriai là một loài bướm đêm trong họ Geometridae.